# Битва при Альба-де-Тормес
Битва при Альба-де-Тормес (фр. Bataille d'Alba de Tormes) — одно из сражений на Пиренейском полуострове во время наполеоновских войн, произошедшее 26 ноября 1809 года. французский корпус под командованием Франсуа Этьенна де Келлермана разбил испанскую армию во главе с Диего де Каньяс-и-Портокарреро, герцогом дель-Парко. Застав испанскую армию посреди переправы через реку Тормес, Келлерман не стал дожидаться подхода своей пехоты, бывщей под командованием Жана Габриэля Маршана, а сразу начал кавалерийскую атаку, в результате которой с большими потерями для противника разгромил испанские части. Армия дель-Парко была вынуждена укрыться в горах. 
Испанская Верховная центральная хунта планировала начать осенью 1809 года атаку на Мадрид сразу с двух сторон. На западе Левая армия дель-Парко достаточно успешно действовала против слабого 6-го корпуса Маршана. Когда испанский генерал узнал, что вторая армия потерпела сокрушительное поражение в Оканье, он повернул и начал быстро отступать на юг. В то же время войско Маршана было усилено подразделением драгунов под командованием Келлермана. Приняв командование, Келлерман бросился в погоню за Левой армией, догнав её в Альба-де-Тормес. Не дожидаясь пехотинцев, французские драгуны и лёгкая кавалерия напали на испанскую пехоту и разбили её. Пехота Маршана прибыла вовремя, чтобы устроить зачистку, но большую часть работы сделала кавалерия. Солдаты дель-Парко отступили в горы, где с трудом провели несколько месяцев.

## Предыстория
К лету 1809 года испанская Верховная центральная хунта подверглась резкой критике за своё военное командование. Испанский народ потребовал созыва старинных кортесов, на что хунта неохотно согласилась. Было довольно сложно восстановить эти собрания и собрать их сессию. В конечном счете, были созваны кадисские кортесы, но до этого дня командование осуществляла хунта. Стремясь оправдать своё дальнейшее существование, члены хунты разработали, как им казалось, выигрышную стратегию.
Обеспокоенные тем фактом, что Артур Уэлсли, виконт Веллингтон, отказался предоставить им британских солдат, они планировали начать двойное наступление, направленное на захват Мадрида. Они заменили Педро Каро, 3-го маркиза ла Романа, на Диего де Каньяс-и-Портокарреро, герцога дель-Парко, в качестве командующего войсками в Галисии и Астурии. Вскоре дель-Парко собрал в Сьюдад-Родриго 30 тыс. солдат. К югу от Мадрида Хуан Карлос де Арейсага собрал более 50 тыс. хорошо экипированных солдат, составивших армию Ла-Манчи. Основным ударам со стороны дель-Парко и Арейсаги должна была помочь третья армия, действовавшая около Талавера-де-ла-Рейна под командованием Хосе Мигеля де-ла-Куэва-и-ла-Серда, герцога Альбукерке. Его армия численностью 10 тыс. человек должна была удерживать некоторые французские подразделения на месте, в то время как основные армии атаковали бы Мадрид.
Осенью 1809 года Левая армия дель-Парко насчитывала 52 192 человека в одной кавалерийской и шести пехотных дивизиях. В авангардной дивизии Мартина де ла Карреры насчитывалось 7413 солдат, в 1-й дивизии Франсиско Ксавье Лосады было 8336 человек, во 2-й дивизии Конде де Бельведера 6759 человек, в 3-й дивизии Франсиско Бальестероса насчитывалось 9991 солдат, в 4-й дивизии Николаса де Махи было 7100 военнослужащих, а 5-я дивизия Конде де Кастрофуэрте насчитывала 6157 человек. Все пехотные дивизии насчитывали по 14 батальонов, кроме 3-го с 15-ю и 5-го с семью. Кавалерийская дивизия принца Англона состояла из 1682 всадников в шести полках. В Сьюдад-Родриго был гарнизон из 3817 военнослужащих, а также батальон из 937 человек.
Пока маршал Мишель Ней был на отдыхе, Жан Габриэль Маршан принял командование 6-м корпусом, базирующимся в Саламанке. Корпус был вынужден покинуть Галисию в начале 1809 года и участвовал в операциях после битвы при Талавере в июле. После напряжённых боевых действий и в отсутствие подкрепления, 6-й корпус был не в самой хорошей форме для дальнейших боёв. Кроме того, по военному таланту Маршан далеко уступал своему отсутствующему командиру. В конце сентября дель-Парко выступил из Сьюдад-Родриго с подразделениями Ла-Каррера, Лосады, Бельведера и Англоны. С чувством презрения к своим испанским противникам, Маршан самоуверенно атаковал деревню Тамамес, в 56 км к юго-западу от Саламанки. В битве при Тамамесе 18 октября 1809 года французы потерпели позорное поражение. Имея 14 тыс. солдат и 14 орудий, французы потеряли 1,4 тыс. убитыми и ранеными. Испанцы, имея 21,5 тыс. человек и 18 пушек, потеряли только 700 солдат. После битвы к дель-Парко присоединилась дивизия Бальестероса, и его армия выросла до 30 тыс. человек. После наступления испанцев Маршан покинул Саламанку, и 25 октября люди дель-Парко заняли город.
Маршан отступил на север в город Торо на реке Дуэро. Здесь к нему присоединился Келлерман с 1,5 тыс. пехотинцами в трёх батальонах и драгунская дивизия в 3 тыс. человек. Келлерман принял командование французскими силами и прошёл вверх по течению, переправившись на южный берег в Тордесильясе. Получив подкрепление от сил бригадного генерала Део Грасьи Никола Годино, Келлерман бросил вызов дель-Парко, отправившись прямо на Саламанку. Испанец отступил на юг, покинув Саламанку. Тем временем партизаны в провинции Леон начали действовать весьма активно. Келлерман оставил 6-й корпус удерживать Саламанку, а сам поспешил обратно в Леон, чтобы погасить восстание.
Альбукерке удалось сковать некоторые французские войска возле Талаверы, как и планировалось, но когда он узнал, что армия Арейсаги была полностью разбита в битве при Оканье 19 ноября, он мудро решил отойти от французов. Тем временем дель-Парко услышал о походе бригад Годино и Пьера Луи Бине де Марконье к Мадриду. Хотя ему было приказано присоединиться к Альбукерке, он вместо этого снова двинулся на Саламанку, вытеснив одну из бригад 6-го корпуса из Альба-де-Тормес. Дель-Парко занял Саламанку 20 ноября. Французский генерал отступил за Дуэро и снова встретился с Келлерманом. Надеясь встать между Келлерманом и Мадридом, дель-Парко направился в сторону Медины-дель-Кампо. 23 ноября в этом городе встретились бригада Марконье, вернувшаяся из Сеговии, и бригада генерала Матье Делабассе, прибывшая из Тордесильяс. В этот момент в поле их зрения попала колонна дель-Парко, что привело к стычке в Карпио. Первоначально французские всадники оттеснили испанскую кавалерию, но их отбили пехотинцы Бальестероса, сражавшиеся в каре. Это заставило Марконье и Делабассе отступить.
24 ноября Келлерман сосредоточил 16 тыс. французских войск на Дуэро около Вальдестилляса. Сильно уступая противнику по численности, французы готовились защищаться. Но в этот день Левая армия получила известие о катастрофе в Оканье. Понимая, что это ужасное событие означает, что теперь французы могут выделить большое количество солдат для выслеживания его армии, дель-Парко бросился на юг, намереваясь укрыться в горах центральной Испании. 25 ноября дель-Парко ускользнул так внезапно, что Келлерман даже не начал преследование до следующего дня. В течение двух дней французы не могли догнать своих противников. Но днём 28 ноября их лёгкая кавалерия застала Левую армию, стоящую в лагере в Альба-де-Тормес.

## Ход битвы
Полагая, что он находится вне досягаемости Келлермана, дель-Парко стал небрежным. Он позволил своей армии разбить лагерь в неудачном месте и широко рассредоточиться вдоль реки Тормес. Подразделения Бальестероса и Кастрофуэрте стояли на восточном берегу, в то время как подразделения Англона, ла Карреры, Лосада и Бельведера находились в городе и на западном берегу. Поскольку кавалерийские пикеты были размещены слишком близко к лагерю, они не успели предупредить заранее о прибытии французов. Находясь вместе со своим лёгким кавалерийским авангардом, Келлерман решил атаковать с ходу. Он боялся, что если он будет ждать подхода пехоты Маршана, испанцы успеют установить оборонительную линию за Тормесом. Это решение означало, что французская кавалерия должна была атаковать гораздо бо́льшие силы испанской кавалерии, пехоты и артиллерии безо всякой поддержки.
В усиленный 6-й корпус входили 1-я дивизия Маршана, 2-я дивизия генерала Мориса Матьё, лёгкая кавалерийская бригада генерала Жан-Батиста де Лорсе и драгунская дивизия Келлермана. 1-я дивизия включала по три батальона из 6-го лёгкого пехотного и 39-го, 69-го и 76-го линейных пехотных полков. 2-я дивизия насчитывала по три батальона из 25-го лёгкого, 27-го линейного и 59-го линейного полков, а также один батальон 50-го линейного. В кавалерию Лорсе входило по четыре эскадрона из 3-го гусарского и 15-го шассёрского полков. Драгунская дивизия состояла из 3-го, 6-го, 10-го, 11-го, 15-го и 25-го драгунских полков. У Келлермана было не более 3 тыс. кавалеристов и 12 орудий.
Дивизия ла Карреры содержала по три батальона из линейных пехотных полков Principe и Zaragosa, по одному батальону из лёгких пехотных полков Barbastro, 1-й Catalonia, 2-й Catalonia и Gerona, по одному батальону из добровольческих полков Vitoria, Escolares de Leon, Monforte de Lemos и Muerte, и одну пехотную артиллерийскую батарею. Дивизия Лосады включала по два батальона из линейных пехотных полков Leon и Voluntarios de Corona, и из полка гренадерского ополчения Galicia, по одному батальону из 1-го и 2-го лёгких пехотных полков Aragon, два батальона добровольческого полка Betanzos, по одному батальону из полков Del General, 1-й La Union, 2-й La Union и Orense, одну роту Национальной гвардии и одну пехотную артиллерийскую батарею.
Подразделение Бельведера содержало 1-й и 2-й батальоны линейных пехотных полков Rey, Seville, Toledo и Zamora, по два батальона из иностранного линейного пехотного полка Hibernia и добровольческого полка Lovera, по одному батальону из лёгкого пехотного полка Voluntaros de Navarre и добровольческого полка Santiago Сантьяго, и одну пехотную артиллерийскую батарею.
Подразделение Англона состояло из регулярного 2-го полка Reyna (кавалерийского или драгунского), 5-го кавалерийского полка Borbon, 6-го драгунского полка Sagunto, двух временных полков, добровольческого конного гренадерского Llerena и касадорского Ciudad Rodrigo, и одной конной артиллерийской батареи.
Дивизия Бальестероса содержала три батальона пехотного линейного полка Navarra, двух батальонов линейных пехотных полков Princesa, по одному батальону из добровольческих полков Oviedo, Candas y Luanco, Cangas de Tineo, Castropol, Covadonga, Grado, Infiesto, Lena, Pravia и Villaviciosa, и одну пехотную артиллерийскую батарею. Дивизия Кастрофуэртеса включала по одному батальону из добровольческих полков Tiradores de Ciudad Rodrigo, 2-й Ciudad Rodrigo, Ferdinand VII, Leon, Lagroño, Toro и Valladolid, и одну артиллерийскую батарею. Один батальон играл роль штаб-квартиры дель-Парко. 4-я дивизия Махи во время битвы была оторвана от основной армии.
Испанские дивизии на восточном берегу спешно сформировали фронт против французов, причем дивизия ла Карреры удерживала левый фланг, Бельведер — центр, а Лосада — правый фланг. 1200 кавалеристов принца Англона прикрывали весь фронт. Чтобы противостоять угрозе, дель-Парко выставил от 18 до 21,3 тыс. пехотинцев, 1,5 тыс. кавалеристов и 18 артиллерийских орудий.
Келлерман быстро перестроил свои восемь полков в четыре шеренги, с двумя лёгкими кавалерийскими полками Лорсе в первой шеренге и шестью драгунскими полками в остальных трёх. 3 тыс. всадников прорвались сквозь кавалерию Англона и врезались правее центра испанцев. Атака разбила все подразделения Лосады и часть формирований Бельведера. Около 2 тыс. испанцев бросили мушкеты и сдались, остальные бежали через мост. Французы также захватили артиллерийскую батарею. Дель-Парко не смог подвести на помощь две другие свои дивизии, потому что мост был полон бегущих в панике солдат. Вместо этого он развернул их вдоль реки, чтобы прикрыть отступление.
Во время первой атаки солдаты в подразделениях ла Карреры и Бельведера смогли построить бригады в каре. Келлерман организовал против них вторую атаку, но испанские солдаты выдержали её и отразили французскую конницу. Поскольку его пехота была ещё далеко позади, Келлерман попытался удержать вражеские каре на месте, атакуя небольшими силами с разных сторон. В течение двух с половиной часов с помощью этой тактики ему удавалось удерживать испанских солдат на западном берегу. На горизонте наконец появились пехота и артиллерия Маршана. Понимая, что его люди будут уничтожены, ла Каррера приказал немедленно отступить. Французская кавалерия устремилась вперёд, вновь атакуя, но бо́льшая часть испанских войск сбежала через мост в наступающих сумерках. Передовая бригада Маршана вытеснила несколько групп солдат Лосада из Альба-де-Тормес и захватила ещё два артиллерийских орудия.

## Результаты
Дель-Парко приказал своей армии отступить под покровом темноты. Во время отхода группа всадников в панике вызвала давку в марширующих колоннах, и три сражавшиеся дивизии оказались сильно разбросаны, в то время как некоторые другие солдаты дезертировали. Испанцы потеряли 3 тыс. человек убитыми, ранеными и пленными, а также девять пушек, пять знамён и большую часть багажного обоза. Французы потеряли от 300 до 600 человек убитыми и ранеными, в том числе был ранен бригадный генерал Жан Огюстен Каррье де Буасси.
Дель-Парко основал свою зимнюю штаб-квартиру в Сан-Мартин-де-Тревехо в Сьерра-де-Гата и начал собирать войска. В Альба-де-Тормес он привел 32 тыс. человек, но через месяц смог собрать только 26 тыс. солдат. Это говорит о том, что около 3 тыс. человек дезертировали после битвы. Дальше дела испанцев пошли ещё хуже. В пустынном районе, где была расквартирована армия, голодные войска иногда были вынуждены питаться желудями. К середине января 9 тыс. человек умерли или были непригодны к боям из-за голода и болезней.
Артур Уэлсли, маркиз Веллингтон, с отвращением писал:
Я уверенно могу заявить, что если бы они сохранили свои две армии или хотя бы одну из них, то были бы в безопасности. Но нет! Ничто не даст ответа, кроме сражения в великих битвах на равнинах, в которых их поражение несомненно с самого начала.
Последствия поражений в Оканье и Альба-де-Тормес были для испанцев катастрофическими. Испанские армии были сильно ослаблены, и французы вторглись в Андалусию. Веллингтон, который ещё 14 ноября был настроен оптимистично, теперь стал беспокоиться о том, что французы могут вторгнуться в Португалию.